# Thecla calesia
Thecla calesia är en fjärilsart som beskrevs av William Chapman Hewitson 1870. Thecla calesia ingår i släktet Thecla och familjen juvelvingar. Inga underarter finns listade i Catalogue of Life.